# Mycangium
Un mycangium (pluriel : mycangia ou mycangiums) désigne, en biologie animale, une structure anatomique adaptée au transport de champignons symbiotiques (généralement sous forme de spores). 
C'est le cas chez de nombreux insectes xylophages (Siricidés, scolytes), dont apparemment une grande partie de la nutrition provient de la digestion de champignons ectosymbiotiques se développant dans les fibres du bois. Dans certains cas, comme les scolytes, les champignons en sont la seule nourriture. Les fouilles dans le bois créent un micro-environnement adapté au développement du champignon. Dans d'autres cas (par exemple, le dendroctone méridional du pin, Dendroctonus frontalis), ce sont des acariens à mycangium (pour des raisons historiques, les taxonomistes d'acariens utilisent le terme sporothèque), qui vivent sur les coléoptères,.

## Types de mycangia
Les mycangia sont des invaginations cuticulaires complexes. Il en existe plusieurs types.
Les scolytes se nourrissant de phloème (Scolytinae) ont généralement de nombreuses invaginations sur la surface de leur corps, tandis que des scolytes (la plupart des Scolytinae, tous les Platypodinae), qui sont complètement dépendants de leurs symbiotes fongiques, ont des invaginations profondes et complexes. Ces mycangia sont souvent associées à des glandes qui sécrètent des substances favorables aux spores fongiques et susceptibles de nourrir le mycélium pendant le transport. Dans de nombreux cas, l'entrée d'un mycangium est entourée de touffes de soies, aidant à racler le mycélium et les spores des parois des tunnels et à diriger les spores dans le mycangium,.

## Rôle nutritionnel de l'ectosymbiose
Des micro-champignons ectosymbiotiques (par exemple les Ambrosia) sont associés aux insectes xylophages. Ils sont retrouvés à leur surface où ils forment l'ectomicrobiote, notamment au niveau du mycangium. Ils jouent un rôle nutritionnel en complétant l'action des enzymes digestives sécrétées par l'insecte (cellulases) grâce aux enzymes qu'ils produisent eux-mêmes (les ligninases qui décomposent la lignine du bois), mais aussi en complétant la diète pauvre de ces insectes (apport en acides aminés essentiels et en vitamines).